# 于贝尔维尔
于贝尔维尔（法語：Huberville）是法国芒什省的一个市镇，属于谢尔布尔区（Cherbourg）瓦洛盖县（Valognes）。该市镇总面积5.76平方公里，2009年时的人口为348人。

## 人口
于贝尔维尔人口变化图示